# Дефолт російського боргу (2022)
Санкції проти РФ посилилися на фоні повномасштабного вторгнення військ РФ до України. Врешті, вони все більше наближали цю країну до дефолту.
Міністерство фінансів США у лютому 2022 вирішило ще більше відгородити Росію від світової економіки, оголосивши, що воно знерухомить активи російського центрального банку, які зберігаються в Сполучених Штатах, і запровадить санкції проти Російського фонду прямих інвестицій. Заморожені активи на суму 284 млрд $ і більше становлять майже половину від $585 млрд, які Росія накопичила станом на червень 2021 року.
Адміністрація Байдена дозволила Росії продовжувати перенаправляти значні кошти, які вона зберігала в американських фінансових установах, для здійснення необхідних платежів за своїм суверенним боргом. Але 4 квітня Міністерство фінансів заборонило Росії вилучати кошти в американських банках для погашення боргових зобов'язань.
У квітні 2022 року Росія допустила дефолт по зовнішньому боргу через несплату своїх зобов'язань у доларах США. Кредитне агентство S&P Global заявило, що Росія зазнала «вибіркового дефолту», оскільки намагалася сплатити зобов'язання за боргом, номінованим у доларах, у рублях, які не можна було конвертувати в «долари, еквівалентні початковим сумам». Вибірковий дефолт стається, якщо позичальник не виконує певні зобов'язання, але не всі свої борги.
Погашення облігацій у двох доларах, випущених урядом Росії, настало 4 квітня 2022 року. 5 квітня Росія намагалася виплатити своїм власникам облігацій долари з 600 мільйонів доларів із резервів у американських банках, але вони були заблоковані США в рамках санкцій проти Росії за її вторгнення в Україну.
Російський уряд має 30-денний пільговий період для виконання своїх контрактних зобов'язань, але S&P Global заявила, що очікує, що Росія не зможе конвертувати свої рублі в долари через санкції, які знижують «готовність і технічні можливості Росії виконувати умови кредитів.
Раніше міністр фінансів Росії Антон Силуанов заявив, що Росія погасить валютний борг лише за умови розморожування її валютних рахунків.
17 травня США оголосили про плани заблокувати для РФ можливість виплат за держборгом. Перед цим за оцінками Bloomberg результат санкцій було оцінено як найгірший економічний спад у РФ за 30 років і різке падіння ВВП.
27 червня 2022 року Bloomberg повідомив про дефолт Росії за державним боргом.